# 球形无齿蚌
球形无齿蚌（学名：Anemina globosula）为蚌科的动物，舊屬无齿蚌属，今屬船蚌屬。俗名河蚌，是中国的特有物种。分布于安徽、江西、湖南等地，常见于缓流及静水水域的河流、湖泊以及池塘的泥底或淤泥底裡。

## 外部連結
維基物種上的相關：球形无齿蚌